# Lancashire Amateur League
Lancashire Amateur Football League je anglická fotbalová liga, byla založena v roce 1899. Liga se skládá z pěti divizí – Premier (12 klubů), One (12 klubů), Two (11 klubů), Three (13 klubů) a Four (11 klubů). Premier Division je na 14 úrovni v systému anglických fotbalových soutěží. Další divize jsou na 15 až 19 úrovni.
První dva týmy z každé divize postoupí do další divize a dva nejhorší týmy sestoupí do další divize. A-tým a B-tým jednoho klubu nesmí hrát ve stejné divizi.